# Wooden Heart
Wooden Heart (Muss I Denn) è un brano musicale di Elvis Presley, pubblicato come singolo nel 1960.
Il brano è contenuto all'interno della colonna sonora del film Cafè Europa.

## Il brano
La canzone fu un successo di Presley nel Regno Unito, mantenendo il primo posto per sei settimane nella Official Singles Chart, nelle Fiandre in Belgio per due settimane ed in Olanda per sette settimane, il secondo in Germania ed il terzo in Norvegia, ma non venne pubblicata come singolo negli Stati Uniti fino al novembre 1964 quando divenne il lato B di Blue Christmas. Presley la eseguì dal vivo durante il suo Dinner Show all'Hilton Hotel di Las Vegas nel 1975. Questa versione è contenuta nell'album live di Elvis Presley, Dinner At Eight.
Una cover di Joe Dowell raggiunse il numero 1 negli Stati Uniti nella Billboard Hot 100 nell'agosto 1961, battendo Tossin' and Turnin' al primo posto da sette settimane. La versione di Dowell rimase al primo posto per tre settimane.
Wooden Heart, composta da Fred Wise, Ben Weisman, Kay Twomey e Bert Kaempfert, era basata su una canzone folkloristica tedesca di Friedrich Silcher («Muss i denn, muss i denn zum Städtele hinaus»), originaria della Rems Valley in Württemberg. Il testo di Wooden Heart comprende numerosi versi della canzone originaria, scritti nel dialetto svevo, parlato nel Württemberg. Bobby Vinton incise una sua versione nel 1975 con questi versi tradotti in lingua polacca.
La versione di Elvis Presley evidenzia due parti in tedesco, la prima è costituita dai primi quattro versi di "Muss i' denn zum Städtele hinaus", mentre la seconda appare verso la fine e si basa su una traduzione della versione inglese (quindi non presente nel testo folk originale tedesco). Questa parte è: «Sei mir gut, Sei mir gut, Sei mir wie du wirklich sollst, Wie du wirklich sollst...».(Letteralmente "Sii buono con me, sii buono con me, sii con me come tu devi, come tu devi ...")
Nonostante il successo riscosso in Germania sin dall'uscita del brano (furono vendute oltre 400.000 copie), alcune stazioni radiofoniche tedesche dell'epoca (tra cui la Bayerischer Rundfunk) si rifiutarono di mandarlo in onda in quanto ritenuto poco rispettoso della tradizione musicale tedesca.
Un'altra cover di Wooden Heart venne realizzata da Tom Petty and the Heartbreakers nel 1993. Essa venne inserita nel loro album del 1995 Playback e nel box set di 6 CD, Nobody's Children.

## Tracce singolo
RCA 447-0720
- (US) Blue Christmas / Wooden Heart - Pubblicazione: novembre 1964